# Памятник Крылову (Санкт-Петербург)
Па́мятник Крыло́ву был установлен в 1855 году близ главной аллеи Летнего сада в Санкт-Петербурге. Он представляет собой бронзовую статую сидящего баснописца. Монумент является одним из первых памятников русским литераторам и первым, установленным в Петербурге.
Памятник был воздвигнут по инициативе и ходатайству известного в будущем реформатора, генерала Ростовцова, друга последних лет Крылова и его душеприказчика, который трогательно ухаживал за поэтом во время его предсмертного недуга и на руках которого тот скончался. В 1848 году была объявлена подписка, проводившаяся с высочайшего соизволения по всей России. В ходе её было собрано более 30 тысяч рублей. Одновременно Академией художеств был объявлен конкурс, в котором приняли участие ведущие скульпторы того времени.
В конкурсе одержал победу проект известного скульптора барона фон Клодта.
Первоначальный эскиз был выполнен в монументальных традициях античности: могучий поэт в римской тоге с обнажённой грудью.
И на том же листе изображён вариант памятника, напоминающий тот, который находится в Летнем саду.
Клодт установил бронзовую статую баснописца на гранитном пьедестале, украшенном бронзовыми изображениями людей и животных — персонажей басен Крылова.

## Отзывы и оценки
Иван Андреевич Крылов изображён сидящим на камне и держащим в руках перо и тетрадь. Как пишется в «Путеводителе по С.-Петербургу», фигура Крылова «жизненна и правдива». Именно такое впечатление от скульптуры передаёт поэт А. Н. Майков в стихотворении «Крылов»:
 С улыбкой доброю, с приветливостью взгляда,

 Он, точно с старческой неспешностью речей,

 Рассказывает нам, с своих высоких кресел,

 Про нравы странные и глупости зверей,

 И все смеются вкруг и сам он тихо-весел.
И в самом деле, правдивость памятника не только в его фигуре, но даже и в выборе места установки. Летний сад Крылов любил и частенько там прогуливался (или сиживал на скамейке, отдыхая от трудов). Пётр Андреевич Вяземский в своих записных книжках оставил бесценное, хотя и несколько фривольное свидетельство от самого баснописца: «…эта глупость напоминает мне анекдот Крылова, им самим мне рассказанный. Он гулял, или, вернее, сидел на лавочке в Летнем саду. Вдруг… его <по большой нужде>. Он в карман, а бумаги нет. Есть где укрыться, а нет, чем… <подтереться>. На его счастье, видит он в аллее приближающегося к нему графа Хвостова. Крылов к нему кидается: „Здравствуйте, граф. Нет ли у вас чего новенького?“ — „Есть: вот сейчас прислали мне из типографии вновь отпечатанное моё стихотворение“, — и даёт ему листок. „Не скупитесь, граф, и дайте мне 2-3 экземпляра“. Обрадованный такой неожиданной жадностью, Хвостов исполняет его просьбу, и Крылов со своею добычею спешит за своим делом».
С другой стороны, памятник баснописцу стал естественным продолжением того, первого Летнего сада, который был устроен и обустроен ещё Петром I. Там будущее место Крылова естественным образом занимал другой знаменитый баснописец: Эзоп (автор, многократно переводимый и пересказываемый Крыловым на русский язык), статуя которого была установлена при входе в сад фонтанов, а каждая скульптурная басня (отдельный фонтан) сопровождалась письменным разъяснением.

На четырёх куртинах со шпалерами устроены были фонтаны, представлявшие какую-нибудь эзопову басню и стоявшие в небольшом бассейне, обложенном мхом и окаймленном раковинами, которые доставлены были из озера Ильменя. Все изображенные там животные сделаны были по большей части в натуральную величину из свинца и позолочены: из каждого фонтана по его положению била вода. Таких фонтанов сделано было более 60, при входе же поставлена свинцовая вызолоченная статуя горбатого Эзопа в натуральную величину. 

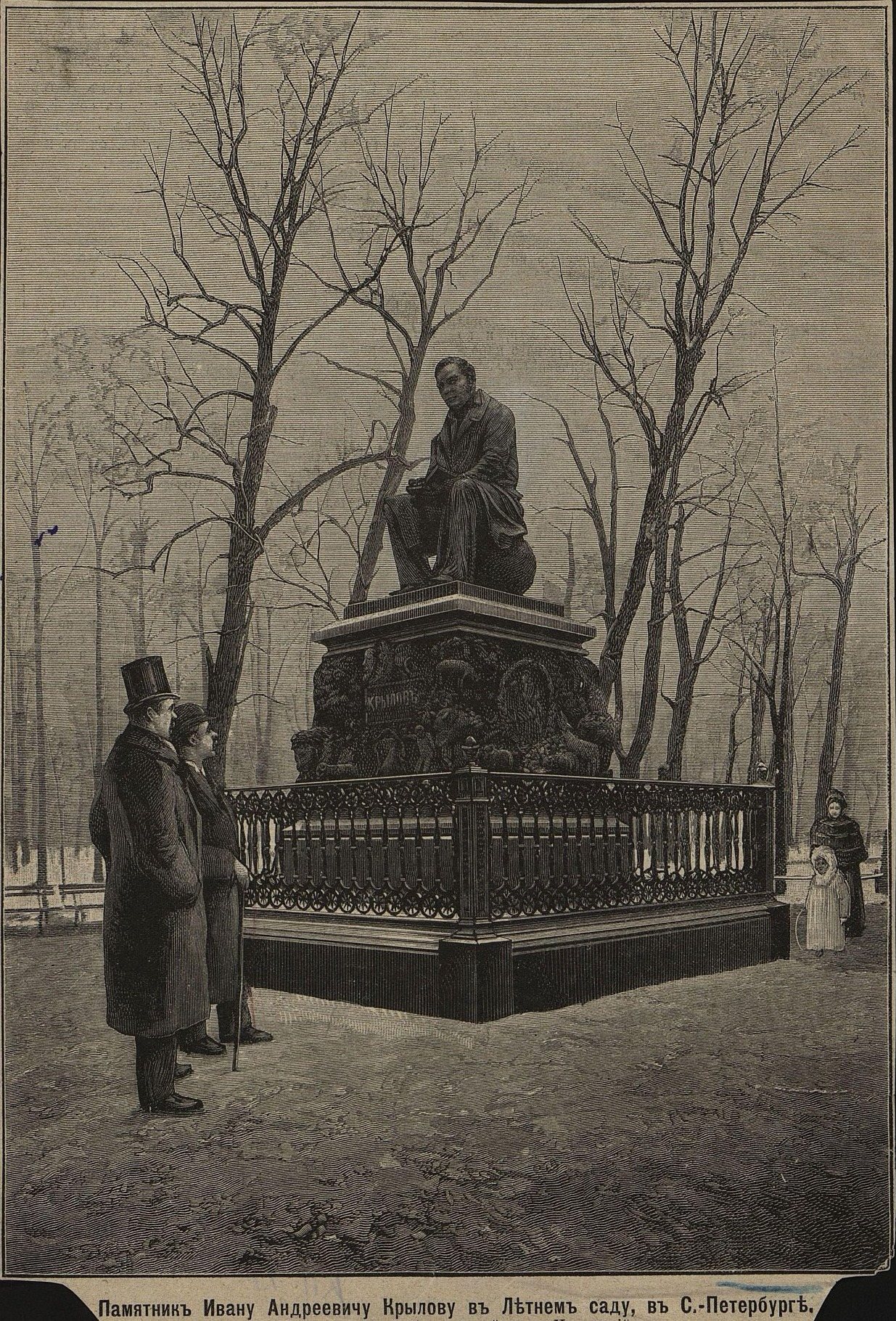
Памятник Ивану Крылову в Летнем саду. Гравюра кон.XIX в.

Как это обычно и бывает, в первые годы после установки клодтовский памятник Крылову вызывал не только добродушно-сентиментальные, но и язвительно-саркастические реакции современников. Например, известный поэт-сатирик Пётр Шумахер откликнулся на открытие памятника весьма ехидной эпиграммой, со временем вошедшей в городские поговорки и отмеченной в мемуарах петербургских старожилов:

…В саду же стоит памятник Крылову, и вокруг него всегда резвятся дети. На них, однако, довольно пессимистически глядел поэт Шумахер, посвятивший памятнику следующие стихи:
Лукавый дедушка с гранитной высоты
Глядит, как ре́звятся вокруг него ребята,
И думает себе: «О милые зверята,
Какие ж, выросши, вы будете скоты!..
Монументальная решетка сада, составлявшая, по рассказам, предмет удивления иностранцев, ещё не была испорчена безвкусной, совсем в другом стиле часовней с горделивой надписью: „Не прикасайся к помазаннику моему“, так жестоко опровергнутой дальнейшими событиями, подобно находящейся над фронтоном дворца императора Павла I надписи: „Дому твоему подобает святыня господня в долготу дней“. В духов день Летний сад представлял своеобразное зрелище. Согласно укоренившемуся обычаю представители среднего торгового сословия приходили сюда всей семьей с нарядно одетыми взрослыми дочерьми и гуляли по средней аллее, а на боковых дорожках прогуливались молодые франты, жаждавшие „цепей Гименея“ и нередко сопряжённого с этим денежного приданого.
— А.Ф. Кони, «Воспоминания старожила»
Об этом злом и остроумном четверостишии Петра Шумахера не без удовольствия вспоминает в своих мемуарах известнейший российский юрист и судья Анатолий Фёдорович Кони, который, однако, имел к этим стихам некоторое отношение, не вполне нейтральное. Дело в том, что Шумахер, немало претерпевший от российской Фемиды и цензуры, имел все основания не жаловать её служителей, считая их людьми продажными и желающими угодить исключительно власти. Вот отчего поговаривали, что отдельным объектом этой эпиграммы можно было считать не только маленьких детей (которые здесь имеются в виду), а вполне конкретных „милых ребят“ — студентов Императорского училища правоведения, располагавшегося здесь неподалёку, в доме № 6 по набережной Фонтанки (буквально в 120 метрах от памятника), которые в 1860-е годы облюбовали себе подле памятника место отдыха. Этих студентов из-за щегольской расцветки мундиров, напоминавшей оперение чижа, а также за традиционные пыжиковые шапки в Петербурге прозвали также „чижиками-пыжиками“.
Очень пристрастно, критически и даже возмущённо (хотя и не публично) откликнулся на открытие памятника Тарас Шевченко. Ему недоставало в памятнике возвышенности и романтизма:

«…По дороге зашли в Пассаж, полюбовались шляющимися красавицами и алеутскими болванчиками и прошли в Летний сад. Монумент Крылова, прославленный «Пчелой» и прочими газетами, ничем не лучше алеутских болванчиков. Бессовестные газетчики! Жалкий барон Клодт! Вместо величественного старца он посадил лакея в нанковом сюртуке с азбучкой и указкою в руках. Барон без умысла достиг цели, вылепивши эту жалкую статую и барельефы именно для детей, но никак не для взрослых. Бедный барон! Оскорбил ты великого поэта, и тоже без умысла…».— Тарас Шевченко Дневник. (Запись от 30 апреля 1858 года)

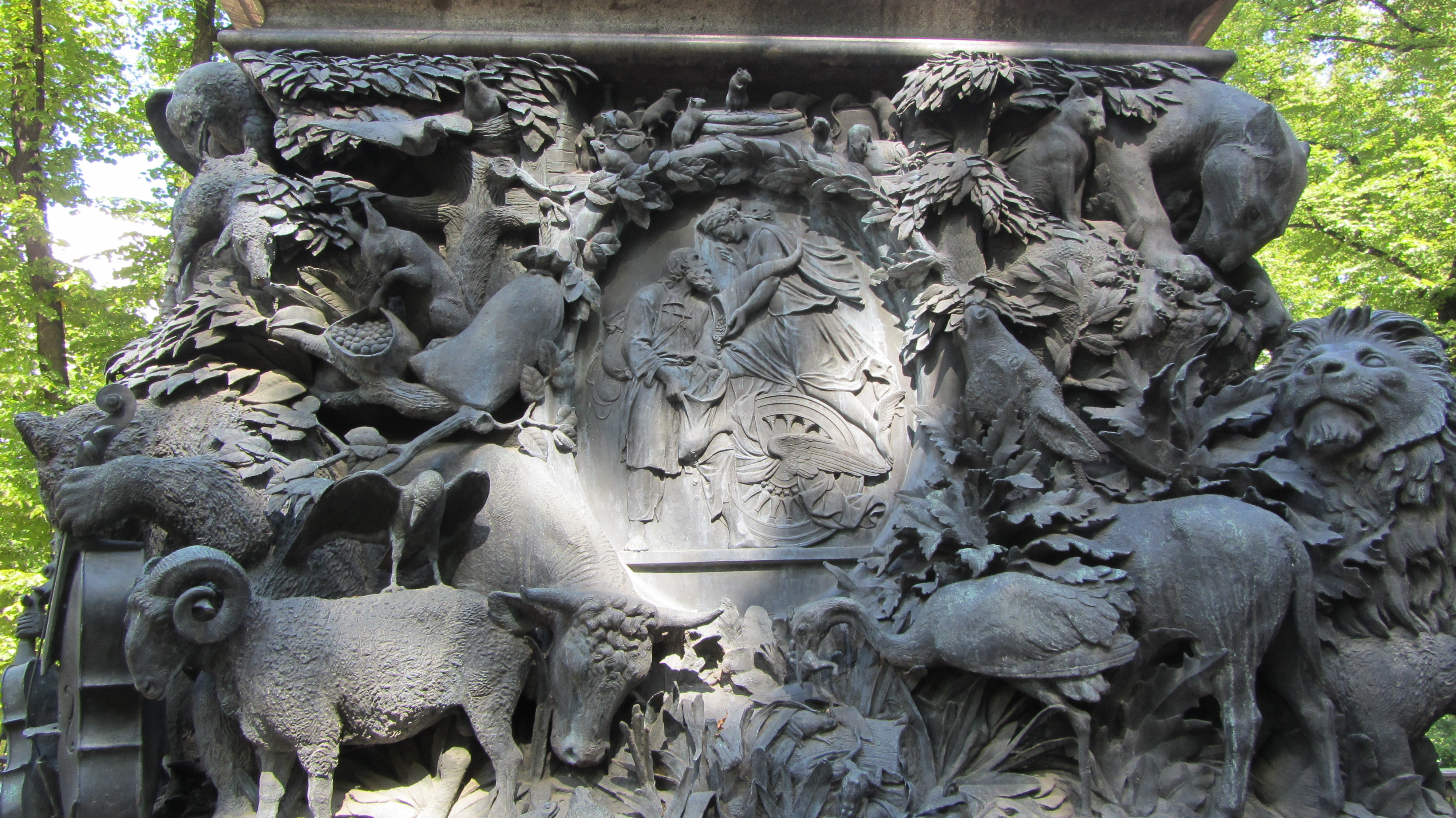
Персонажи басен Крылова на переднем горельефе пьедестала

И тем не менее, несмотря на разноголосицу мнений и критических голосов, памятник «жалкого Клодта» очень скоро стал одной из запоминающихся (и даже знаковых) достопримечательностей Петербурга как в жизни, так и в литературе. Желая доказать свою «образованность и культурный уровень», именно к этому скульптурному шедевру (как к высшему арбитру) демонстративно обращается гротескный полковник из романа Достоевского «Бесы»: «…Поверьте же, сударыня, без обиды себе, что я не до такой степени уже необразован и развращён, чтобы не понимать, что Россия обладает великим баснописцем Крыловым, которому министром просвещения воздвигнут памятник в Летнем саду, для игры в детском возрасте»…
Благодаря близкому соседству «поляны» с крыловским памятником и аллей античных статуй произошло совмещение пространства эллинизма (как детства или колыбели современной цивилизации) — с новым временем и детьми, полюбившими играть возле памятника. Не в последнюю очередь и сам Крылов воспринимался как детский писатель, автор нравоучительных (античных) басен, многие из которых дети читали дома или учили в гимназиях и (позднее) школах. Летний сад в Крыловым взял на себя некую роль «прохладной детской» Петербурга-Ленинграда, где гулял, играл, формировался и взрослел будущий человек, а сам памятник олицетворял собою колыбель начальных (античных) знаний о мире и нравственных представлений.
Когда же Летний сад увидел снова, 

Я оценил свободу летних дней. 

С презрением, не говоря ни слова, 

Со злобою смотрел я на детей, 

Играющих у дедушки-Крылова, 

И, всем чужой, один в толпе людей, 

Старался няню, гордый и пугливый, 

Я увести к аллее молчаливой.:548

конец 1890-х
Семантика Летнего сада существенно изменилась и расширилась в поэзии XX века, в первую очередь, в творчестве поэтов-символистов. Пожалуй, наибольший вклад в этот образ внёс Дмитрий Мережковский, в том числе, и в своих прозаических произведениях.:44 «Дедушка Крылов» в его стихотворениях неизменно выступает в качестве особенного места для детских развлечений в Летнем саду: «Мечтают дети, скоро ль побегут / Играть в серсо вкруг дедушки Крылова...» :286 Впрочем, в более поздней автобиографической поэме «Старинные октавы» благостные мотивы детства вытесняются жёсткими романтическими клише, в двух словах описывающими состояние одинокого героя-ребёнка, который внутренне противопоставляет презренным играм в «духоте и плену» сада — раздолье «в елагинских полях».
Уже в XX веке, спустя два десятка лет после отъезда из России, Зинаида Гиппиус в автобиографической книге «Он и мы» вспоминала о своей столичной жизни, начиная с первых лет детства: «…конечно, я не помнила Петербурга. В первый раз мы жили там, когда мне было всего четыре года, мне помнятся только кареты, в которых мы ездили, да памятник Крылову в Летнем саду, куда меня водила няня Даша и где играло много детей»… А спустя ещё три десятка лет Виктор Некрасов в своём романе «Взгляд и нечто» словно бы подвёл черту, проведя параллели между несколькими парижскими монументами в том же стиле, близком к позднему рококо — с редкостным обилием мелко сработанных деталей и персонажей; такие скульптуры хочется рассматривать очень долго, почти бесконечно, теряя минуты и часы жизни (типичного зеваки) на созерцание и наблюдение: «чуть дальше, на маленькой живописной площади Сен-Жорж у памятника Гаварни (какой милый, чудный памятничек с персонажами из его книг ― ну что за прелесть памятники с персонажами ― Крылов в Летнем саду с мартышками и мишками, Дюма-пэр на пляс Мальзерб ― там такой лихой д’Артаньян, и так хочется на его фоне сняться)»…